# جاستین هاوکینز
جاستین هاوکینز (انگلیسی: Justin Hawkins؛ زاده ۱۷ مارس ۱۹۷۵) یک موسیقی‌دان است. وی از سال ۲۰۰۰ میلادی تاکنون مشغول فعالیت بوده‌است.